# جودی (فیلم ۲۰۲۶)
جودی (به انگلیسی: Judy) یک فیلم درام آمریکایی در سبک کمدی سیاه آماده اکران به کارگردانی، نویسندگی و تهیه کنندگی مشترک الخاندرو گونسالس اینیاریتو است. در این فیلم تام کروز در نقش اصلی به همراه بازیگران گروهی از جمله زاندرا هوله، جان گودمن، مایکل استولبارگ، جسی پلمونس، سوفی وایلد و ریز احمد بازی می‌کنند.

## خلاصه داستان
این فیلم دربارهٔ قدرتمندترین مرد جهان است که سعی می‌کند قبل از اینکه فاجعه‌ای که به راه انداخته همه چیز را نابود کند، ثابت کند که ناجی بشریت است.

## ساخت
تصویربرداری اصلی در ۷ نوامبر ۲۰۲۴ در بریتانیا با امانوئل لوبزکی به عنوان فیلمبردار آغاز شد.